# Manobra de Ritgen
Manobra de Ritgen utilizada atualmente é na verdade a Manobra modificada de Ritgen. Ela consiste na proteção do períneo, através de preensão do mesmo por parte do médico ou enfermeiro obstetra utilizando uma de suas mãos com a ajuda de uma compressa. A outra mão deve ser utilizada para sustentar o occipito do bebê.